# Amerikai pite: A találkozó
Az Amerikai pite: A találkozó (eredeti cím: American Reunion) 2012-ben bemutatott amerikai filmvígjáték, Hayden Schlossberg és Jon Hurwitz rendezésében. A film az Amerikai pite filmek negyedik hivatalos része, a csak DVD-n megjelent spin-off filmeket is figyelembe véve a nyolcadik rész.
A film több mint egy évtizeddel az első rész eseményei után játszódik, az akkor érettségiző főszereplők és barátaik életét bemutatva, immár felnőttként. Az eredeti szereplőgárda tagjai mind feltűnnek a filmben, köztük több korábbi mellékszereplő is, egy-egy cameoszerep erejéig. A film a jegypénztáraknál jól teljesített, azonban a filmkritikusok kevésbé pozitívan fogadták. A film a régi rajongók és az új nézők körében is sikert aratott, ezért a készítők bejelentették, hogy egy újabb folytatás elkészítésén dolgoznak.

## Cselekmény
Tizenhárom éve annak, hogy Jim Levenstein (Jason Biggs), Chris „Oz” Ostreicher (Chris Klein), Kevin Myers (Thomas Ian Nicholas), Paul Finch (Eddie Kaye Thomas) és Steve Stifler (Seann William Scott) elvégezte a középiskolát. Jim és Michelle (Alyson Hannigan) még mindig házasok, immár egy kétéves fiú, Evan szülei, ám szexuális életük az eltelt években megromlott. Oz NFL sportriporter lett, Los Angeles-ben él a szupermodell barátnőjével, Miával (Katrina Bowden). Az építészként dolgozó Kevin feleségül vett egy Ellie nevű nőt. Stifler egy befektetési cégnél dolgozik gyakornokként, főnöke rendszeresen megalázza. Finch saját elmondása alapján beutazta a világot, és még mindig a nagy szerelmet keresi.
Volt osztálytársuk, John (John Cho), a Debasz-duó egyik tagja találkozót szervez az East Great Falls-i középiskola 1999-ben végzett tanulói számára. Jim és Michelle meglátogatják Jim apját, Noah-t (Eugene Levy), aki pár évvel korábban megözvegyült. Jim találkozik a 18 éves Karával is (Ali Cobrin), régi szomszédjával, akire évekkel ezelőtt, még kisgyerekként sokszor vigyázott. Később Jim egy bárban Ozzal, Kevinnel és Finchcsel is összefut. Itt találkoznak Selena Vegával (Dania Ramirez), Michelle egykori osztálytársával és legjobb barátjával, aki csúnyácska, túlsúlyos kamaszlányból gyönyörű nő lett. Hamarosan Stifler is csatlakozik hozzájuk a hétvégi összejövetelhez, bár szándékosan nem hívták meg.
Másnap a banda strandra megy, ahol Oz találkozik középiskolai barátnőjével, Heatherrel (Mena Suvari), és annak szívsebész barátjával, Ronnal (Jay Harrington). Kevin is újra találkozik első nagy szerelmével, Vickyvel (Tara Reid). Kara barátja, A.J. (Chuck Hittinger) és haverjai viccből ellopják Oz barátnőjének és más lányoknak a melltartóit, melyet Stifler nem hagy annyiban és bosszúból a hűtőládájukba székel, majd tönkreteszi a fiúk jet-skijeit. Aznap éjszaka Kara barátai szülinapi bulit rendeznek, ahol Finch és Selena közel kerül egymáshoz. Kara lerészegedik, ezért Jim viszi haza autóval, de útközben az ittas lány félmeztelenre vetkőzik és folyamatosan el akarja őt csábítani. Oz, Finch és Stifler segít Jimnek hazajuttatni Karát úgy, hogy a lány szülei ezt ne vegyék észre, de A.J. kiszúrja őket. Másnap Kevin Vicky mellett ébred az ágyban egy átmulatott éjszaka után és azt hiszi, előző éjjel részegen lefeküdtek egymással.
Sifler megpróbál szervezni egy középiskolás bulit, de mindenki úgy érzi, már kinőttek ebből. Jim és Michelle is részt vesz a bulin, ahol meg akarják ismételni a középiskolai báli éjszakájukat. Elviszik magukkal a magányos Noaht is, aki hamarosan nagyon berúg, majd találkozik Stifler anyjával, Jeanine-nel (Jennifer Coolidge). Kevin rákérdez Vickynél, lefeküdtek-e egymással, de a lányt még a feltételezés is feldühíti. Mia ecstasy-t vesz be, Ron pedig megalázza Oz-t egy régi DVD-felvétellel, melyben Oz a Celebtánc televíziós táncversenyen zavarba ejtő táncot ad elő és a zsűri is kiszavazza. Heather próbálja vigasztalni Oz-t, ezután úgy döntenek, újrakezdik kapcsolatukat. Oz barátnője, Mia rajtakapja őket, hogy csókolóznak és összeverekszik Heatherrel. Jim és Michelle eközben egy szexuális szerepjátékot akar kipróbálni, de Kara ismét megpróbálja elcsábítani Jim-et. A féltékeny A.J. rájuk töri az ajtót és félreérthető helyzetben kapja rajta őket. A ház előtt verekedés tör ki, melynek a kiérkező rendőrök vetnek véget, azonban ők valójában Finch-et keresik, mert korábban ellopta főnöke motorkerékpárját. Egyedül Stiflert szórakoztatja a váratlan fordulat, de a többieknek elegük lesz Stifler tapintatlan viselkedéséből és ezt vele is közlik. Stifler szemrehányást tesz nekik amiatt, hogy neki eredetileg nem is szóltak a közelgő iskolai találkozóról, csak véletlenül értesült róla. A többiek ezt beismerik, mivel előre tudták: Stifler mindent csak elrontana. Ezt hallva Stifler sértetten faképnél hagyja őket.
Mia szakít Ozzal, Stifler úgy dönt, kihagyja az iskolai találkozót, Michelle a nagyanyjához költözik. Noah azt a tanácsot adja fiának, hogy a szexuális életük rendbetétele érdekében szánjanak egymásra több időt Michelle-lel. A középiskolás bálon Finch is megjelenik, aki bevallja, hogy korábban hazudott, és valójában egy irodaszerekkel kereskedő üzletláncnál dolgozik. A motort főnökétől lopta el, aki nem adott meg neki egy ígért fizetésemelést, de Finch anyja letette érte az óvadékot. A fiúk felkeresik Stiflert a munkahelyén és bocsánatot kérnek tőle, Stifler ezután otthagyja gyűlölt állását és végre ki mer állni önmagáért a főnökével szemben. A bálon Finch bocsánatot kér Selenától hazugságaiért, ő megbocsát neki, majd a WC-ben szeretkeznek. Kevin kibékül Vickyvel, Oz és Heather, illetve Jim és Michelle is újra egymásra találnak. Stiflernek sikerül partiszervezőként munkát kapnia, egy közelgő esküvő megszervezésével bízza meg őt Oz két régi lacrosse-csapattársa, akik melegek. Stifler ezután találkozik Finch anyjával, Rachellel (Rebecca De Mornay), akivel hamarosan az iskolai sportpályán szexelnek. John újra találkozik elhidegült barátjával, Justinnal (Justin Isfeld), a Debasz-duó másik tagjával: együtt figyelik Stiflert és Finch anyját, közben pedig a „Debasz” kifejezést skandálják.
Másnap Jim és Kara bocsánatot kér egymástól a korábban történtek miatt. Oz azt tervezi, Heatherrel a városban maradnak, míg Finch és Selena közös európai utazásra készül. Stifler finoman célozgat arra, hogy lefeküdt Finch mamájával (de utalásait senki sem érti), Jim pedig azt javasolja barátainak, ezentúl minden évben jöjjenek össze egy ilyen találkozóra. 
A stáblista alatt Noah és Stifler mamája látható, aki a moziban, filmnézés közben orálisan kielégíti Noaht.

## Szereplők
| Szereplő                         | Színész             | Magyar hang      |
| -------------------------------- | ------------------- | ---------------- |
| Jim Levenstein                   | Jason Biggs         | Hevér Gábor      |
| Steve Stifler                    | Seann William Scott | Gáspár András    |
| Kevin Mayers                     | Thomas Ian Nicholas | Rajkai Zoltán    |
| Paul Finch                       | Eddie Kaye Thomas   | Minárovits Péter |
| Oz                               | Chris Klein         | Széles Tamás     |
| Michelle Flaherty-Levenstein     | Alyson Hannigan     | Závodszky Noémi  |
| Vicky Lathum                     | Tara Reid           | Vadász Bea       |
| Noah Levenstein                  | Eugene Levy         | Rosta Sándor     |
| Heather                          | Mena Suvari         | Molnár Ilona     |
| Jessica                          | Natasha Lyonne      | Timkó Eszter     |
| John                             | John Cho            | Molnár Levente   |
| Mia                              | Katrina Bowden      | Balsai Móni      |
| Selena                           | Dania Ramírez       | Zsigmond Tamara  |
| Kara                             | Ali Cobrin          | Czető Zsanett    |
| Dr. Ron                          | Jay Harrington      | Varga Gábor      |
| Justin                           | Justin Isfield      | Láng Balázs      |
| Chuck Sherman                    | Chris Owen          | Stern Dániel     |
| Jeanine Stifler (Stifler mamája) | Jennifer Coolidge   | Orosz Anna       |
| Rachel Finch (Finch mamája)      | Rebecca De Mornay   | Kovács Nóra      |
| Nadia                            | Shannon Elizabeth   | Csondor Kata     |
| A Celebtánc házigazdája          | Neil Patrick Harris | Markovics Tamás  |

## A film készítése

### Előkészítés
2008 októberében a Universal Pictures bejelentette, hogy szeretnének egy mozis folytatást a 2003-ban befejezett trilógiának. 2010 áprilisában meg is kezdődtek az előkészületek, John Hurwitz és Hayden Schlossberg forgatókönyvírók segítségével, azzal a szándékkal, hogy a teljes régi stábot összeszedik.

### Szereplőválogatás
2011 márciusában be is jelentették, hogy Jason Biggs, Seann William Scott és Eugene Levy csatlakoztak a filmhez, Biggs és Scott producerekként is tevékenykedtek, fejenként 5 millió dolláros gázsiért és a profit egy bizonyos százalékáért. Áprilisban Alyson Hannigan, Chris Klein és Mena Suvari is csatlakoztak, majd májusban Thomas Ian Nicholas, Tara Reid, Eddie Kaye Thomas, Shannon Elizabeth és Jennifer Coolidge. Legutoljára júliusban John Cho és Natasha Lyonne írtak alá. Májusban azt is bejelentették, hogy Kara szerepére Ali Cobrint választották ki.
Alyson Hannigan és Eugene Levy fejenként 3 millió dollárt kaptak a filmért, a többiek 5-700 ezer dollár közti összeget. Legkevesebbet Tara Reid, 250 ezer dollárt. Chad Ochocinco, a National Football League szélső játékosa és Neil Patrick Harris színész is szerepet kap.

## Bevétel
Az Amerikai pite: A találkozó 2012. április 6-án Észak-Amerikában 3192 moziban nyitott a hétvégén, és összesen 21 514 030 dollárt szerzett, így a második helyen végzett az Az éhezők viadala mögött. A második héten a bevételek csökkentek, így összesen 10 473 810 dollár gyűlt össze.
A film Észak-Amerikában 56 758 835, világszerte 177 978 063 dollárt szerzett, így összesen 234 736 989 dollárt termelt.

### Médiakiadás
2012. július 15-én jelent meg DVD-n és Blu-ray-en. Kiadtak egy díszdobozos kiadást is, ami az Amerikai pite filmek négy részét tartalmazza.
Az Egyesült Királyságban 2012. szeptember 10-én jelent meg.

## Folytatás
2012. augusztus 4-én bejelentették az ötödik mozifilmet, American Pie 5 munkacímmel, amelyben Hurwitz és Schlossberg visszatérnek rendezőként és forgatókönyvíróként. 2017 augusztusában Seann William Scott egy interjúban azt mondta, hogy a negyedik film valószínűleg nem hozott annyi bevételt a hazai jegypénztáraknál, hogy egy újabb filmet lehessen készíteni. 2018 augusztusában Tara Reid elmondta, hogy találkozott a rendezőkkel, akik kijelentették, hogy az ötödik film elkészül, és a forgatás hamarosan elkezdődhet.

## Érdekességek
- Amikor újra találkoznak, Oz azt mondja Jimnek: "az esküvődet ugyan kihagytam, de ezt nem hagynám ki!". Ezt azért mondta, mert az "Amerikai pite: Az esküvő" című filmben nem szerepelt Chris Klein, egyedül a barátok közül, ugyanis az ő karakterét sehogy sem tudták beilleszteni a filmbe.
- A film tartalmaz néhány ellentmondást a korábbi spin-off részekhez képest. Mr. Levenstein karaktere ezúttal hasonlóan a korábbi filmekhez, meglehetősen visszafogott, ugyanakkor a spin-off epizódokban látható volt, hogy még az egyetemen ő volt, aki megteremtette a Pucér Maraton hagyományát, ő volt a szellemi atyja a diákszövetségek közötti olimpiának is, illetve a Szerelem Bibliája is az ő fejéből pattant ki. Ez mindazonáltal nem ellentmondásos, ha elfogadjuk, hogy a mindennapokban másként él, mint az egyetemi évei során. Egy másik ellentmondás, melyre "A zenetáborban" című filmben utalnak, hogy Stifler elvileg a Bránermájszter Produkció keretein belül pornófilmeket forgat – ebben a filmben azonban látható, hogy egyszerű irodista, aki még magáért sem képes kiállni, és még mindig az anyjával lakik.
- A film szinkronstábja is visszatért az első epizódból, néhány kivétellel. Oz magyar hangja Stohl András helyett Széles Tamás lett (a váltást az indokolta, hogy Stohl ekkor szabadságvesztés-büntetésének töltése miatt nem tudott szinkronizálni). Michelle hangja a külföldre költözött Simonyi Piroska helyett az Alyson Hannigant már az Így jártam anyátokkal című sorozatban is szinkronizáló Závodszky Noémi lett. Chuck Sherman esetében az időközben betegségben elhunyt Breyer Zoltán helyett lett Stern Dániel a magyar hang.